# Ледниковый остров

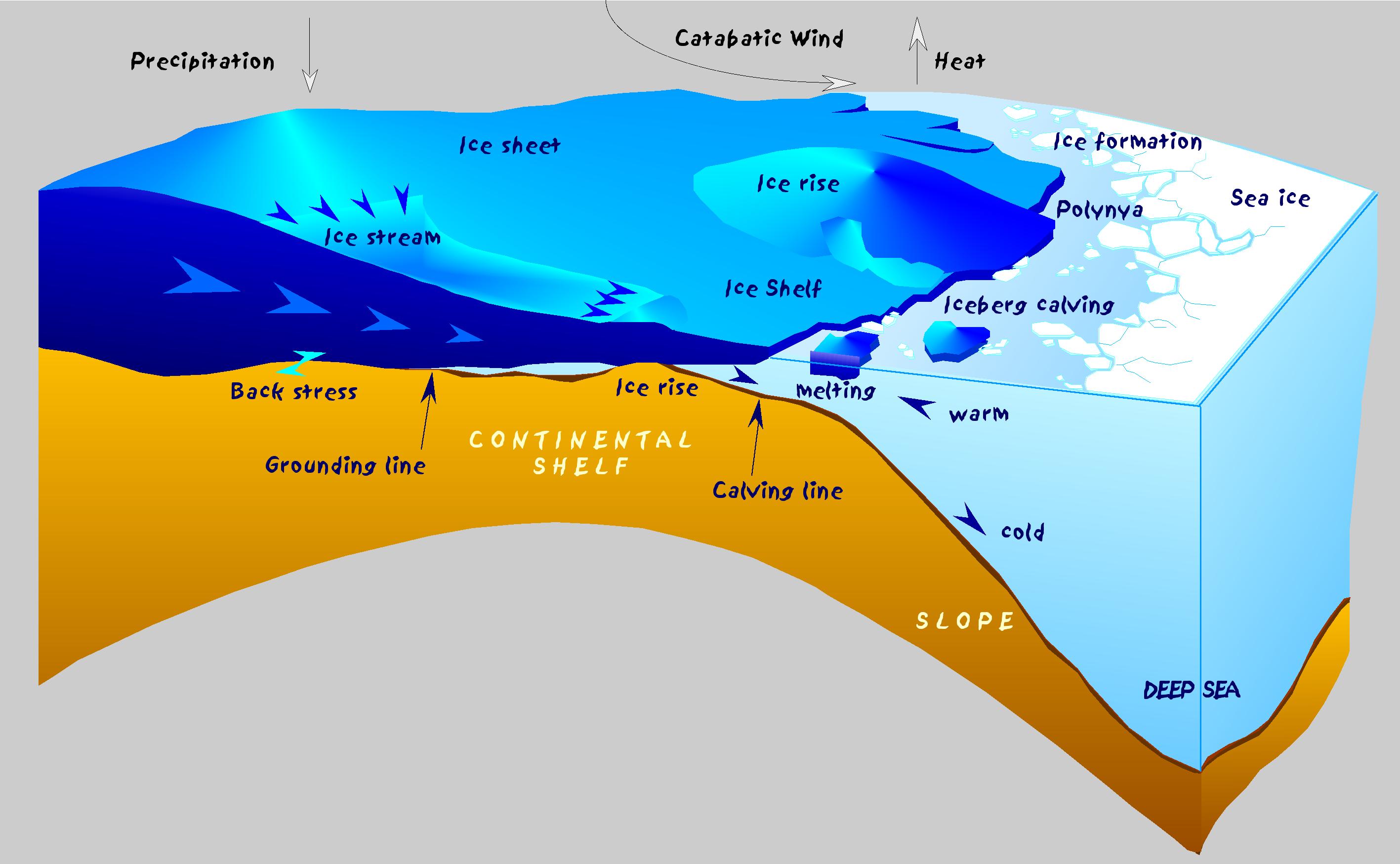
Эскиз механизма подъема льда на шельфовом леднике.

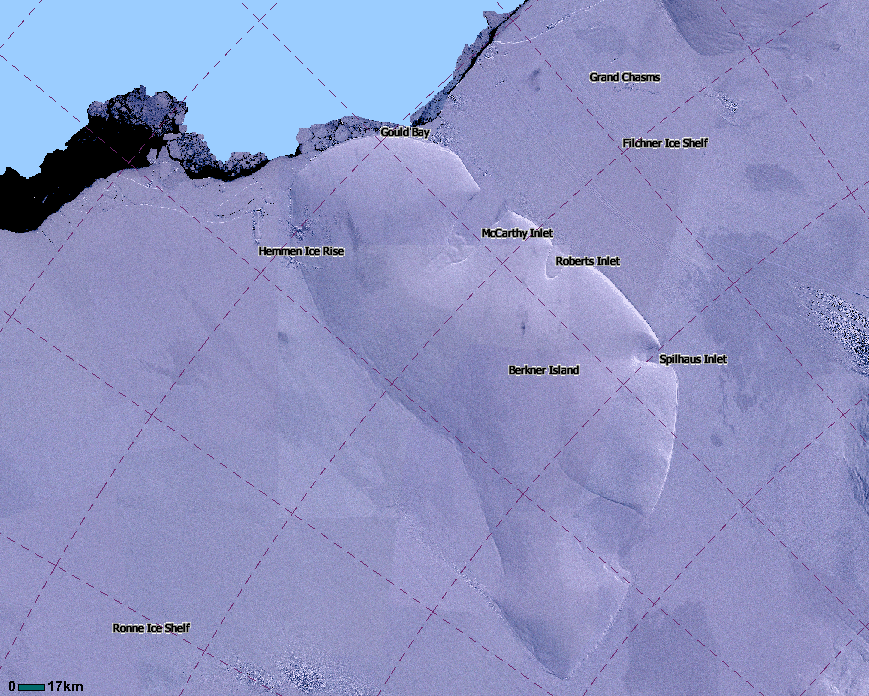
Космоснимок ледяного острова Беркнер в Антарктике с наименованиями рельефа.

Ледниковый остров или Ледяной остров — четко очерченная возвышенность шельфового ледника, обычно имеющая форму купола и поднимающаяся на высоту до нескольких сотен метров над окружающим ледником. Встречаются в морях, в которых имеются шельфовые ледники, и в подлёдных озерах. В обоих случаях образование ледяных островов имеет схожий механизм и происходит там, где ледник касается дна водоёма из-за его локального подъёма выше нижней кромки плавающего ледника. Шельфовый ледник течет по поднятию дна, полностью покрывая его льдом, тем самым образуя ледяной подъём и трещины вокруг подъёма льда на своей поверхности.
В отличие от севших на мель айсбергов, ледяные острова существуют на протяжении продолжительного времени, потому как их стабильность обеспечивается окружающим ледником. С другой стороны, благодаря дополнительному трению, который шельфовый ледник испытывает в районе поднятий льда, его движение в сторону открытого моря и, соответственно, его разрушение происходит более медленно. В ряде случаев подводные отмели являются единственным фактором, который предотвращает их полное разрушение (например, ледник Туэйтса).
Помимо движения ледника, в изолированных подледниковых озерах к образованию поднятий льда может приводить падение уровня водоёма. Но при отсутствии движения ледника, подобное локальное поднятие льда не будет сохраняться долго, потому как достаточно быстро диссипирует за счет снегонакопления на поверхности и за счет радиального движения ледника от точки максимального подъёма дна. Таким образом, необходимым условием для длительного существования ледяных островов является движение ледника в их окрестностях.